# Почётный донор Республики Беларусь
Почётный донор Республики Беларусь (бел. Ганаровы донар Рэспублікі Беларусь) — нагрудный знак отличия Министерства здравоохранения Республики Беларусь, присуждаемый донорам крови.

## Описание
На круглом медальоне золотистого цвета в центре изображена капля крови, ниже две раскрытые руки, ладонями вверх. Композицию окружают лавровый венок и надпись «ГАНАРОВЫ ДОНАР РЭСПУБЛІКІ БЕЛАРУСЬ».

## Условия Награждения
Нагрудным знаком отличия Министерства здравоохранения Республики Беларусь «Ганаровы донар Рэспублікі Беларусь» награждаются:
Доноры, отказавшиеся от возмещения расходов, связанных с выполнением ими донорской функции:
- доноры, которым проведено не менее 20 донаций крови,
- доноры, которым проведено не менее 40 донаций компонентов крови.

Доноры, получившие возмещение расходов, связанных с выполнением ими донорской функции:
- доноры, которым проведено не менее 40 донаций крови,
- доноры, которым проведено не менее 80 донаций компонентов крови.

## Льготы
- скидка в размере 25 процентов на платные медицинские услуги в государственных организациях здравоохранения, за исключением платных медицинских услуг, тарифы на которые регулируются Министерством здравоохранения (по согласованию с Министерством антимонопольного регулирования и торговли);
- внеочередное медицинское обслуживание в государственных организациях здравоохранения, в том числе в тех, в которых он обслуживался до выхода на пенсию, если иное не установлено законодательством;
- внеочередной прием в учреждения социального обслуживания, осуществляющие стационарное социальное обслуживание;
- первоочередной прием в государственных органах и иных организациях независимо от форм собственности;
- внеочередное пользование всеми видами услуг связи, культурно-просветительных и спортивно-оздоровительных организаций, приобретение билетов на все виды транспорта, внеочередное обслуживание организациями розничной торговли и бытового обслуживания;
- использование трудового отпуска (отпуска, предоставляемого военнослужащим, лицам начальствующего и рядового состава) в летнее или другое удобное время, а также предоставление в течение календарного года кратковременного отпуска без сохранения заработной платы (денежного довольствия военнослужащим, лицам начальствующего и рядового состава) продолжительностью до 14 календарных дней в период, согласованный с нанимателем (руководителем военизированной организации или уполномоченным им лицом, командиром (начальником));
- повышение пенсии по достижении общеустановленного пенсионного возраста в соответствии с законодательством о пенсионном обеспечении (надбавка в размере 43руб.78 коп. с 1 ноября 2024 г. до 31 января 2025 г.)[2]

Доноры, награжденные знаком почета «Почётный донор Республики Беларусь», знаками «Почётный донор СССР», «Почётный донор Общества Красного Креста БССР», пользуются всеми льготами, правами и гарантиями, предоставляемыми донорам, награжденным нагрудным знаком отличия Министерства здравоохранения «Ганаровы донар Рэспублікі Беларусь».

## Упоминания в СМИ и факты
В 2012 году, при учреждении этого знака, сменили статус награды донорам со "знака почёта" на "знак отличия", забыв при это адаптировать закон о пенсионном обеспечении, вследствие чего пенсионеры не могли получать свою надбавку к пенсии.
В статье zarya.by , по словам главврача ГУ «Брестская областная станция переливания крови» Марины Осоприлко, на 14 июня 2023 года в Брестской области зарегистрированы порядка 13 тысяч доноров и что ежегодно в Брестской области заготавливается около 30 тысяч литров цельной крови и 15 тысяч её компонентов. В той же статье написано об становлении почётными донорами 562 человек в прошлом году, то есть в 2022.
На сайте БелТА в статье 11 октября 2024 года заявляется о наличии в Беларуси около 87 тысяч почётных доноров.